# De pinguïns van Madagascar
De pinguïns van Madagascar (Engels: The Penguins of Madagascar) is een Amerikaanse animatieserie die is gebaseerd op de pinguïns uit de film Madagascar.
De Amerikaanse première was in 2008 (pilotaflevering). In Nederland werd de serie uitgezonden door Nickelodeon.

## Plot
Het verhaal speelt zich af in Central Park Zoo en bevat verschillende personages uit de oorspronkelijke film. De hoofdpersonen uit de eerste film komen echter in de serie niet voor, omdat die (zoals te zien in Madagascar: Escape 2 Africa) op dat moment in Afrika zitten.
De vier pinguïns Skipper, Kowalski, Junior en Rico beleven verschillende avonturen in Central Park Zoo en de stad New York samen met onder andere de lemuren Koning Julien, Maurice en Mort. Ook komen de twee chimpansees Mason en Phil in de serie voor, terwijl ze in de film maar een kleine rol hadden. Er zijn ook nog andere dieren bijgekomen, o.a. Marlene de otter en Joey de kangoeroe. Verder is er ook nog een verzorgster: Alice.

## Personages
| Naam                                   | Stem (origineel)                                     | Stem (Nederlands)                     | Beschrijving |
| -------------------------------------- | ---------------------------------------------------- | ------------------------------------- | --- |
| Kowalski                               | Jeff Bennett                                         | Wiebe-Pier Cnossen                    | De pinguïn die de plannen maakt, Kowalski is het genie van het stel en is verzot op wetenschap. Hij vindt vaak iets uit, maar zijn uitvindingen bedreigen hem en de rest van het team vaak met uitsterven, waardoor hij soms overkomt als een verstrooide professor. |
| Rico                                   | John DiMaggio                                        | Lucas Dietens                         | Een pinguïn die goed is met messen. Hij heeft de gave om verschillende voorwerpen op te braken. Rico is de gestoorde van het stel en een rasechte psychopaat. Hij kan niet goed praten en houdt van alles dat te maken heeft met geweld. Uit een aflevering blijkt dat zijn grootste verlangen is om met speelgoedrobots te boksen. |
| Skipper                                | Tom McGrath                                          | Johnny Kraaijkamp jr.                 | De commandant van de pinguïns. We zien hem het vaakst als paranoïde, knorrig en als liefhebber van zinloos geweld. Hij kan echter ook heel zorgzaam zijn en is altijd bereid de schuld op zich te nemen als iets mislukt, zelfs als hij er niet eens verantwoordelijk voor is. |
| Junior (Engels: Private)               | James Patrick Stuart                                 | Pepijn Koolen                         | De jongste pinguïn, hij is vooral goed in codes kraken. Junior is de lieve softie van het stel. Hij heeft een hart van goud, hij is anders dan de rest van het team, want in plaats van bommen houdt hij van eenhoorns en regenbogen, maar net als de rest kan hij ook een zwak tonen voor monstertrucks. Hij is doodsbang voor dassen. |
| Koning Julien XIII                     | Danny Jacobs                                         | Louis van Beek                        | Een ringstaartmaki en de lemurenkoning. Hij is erg zelfingenomen en hebberig, maar tegelijkertijd ook niet bijster intelligent. Julien was op Madagaskar de zelfgetitelde koning van de maki's en hij denkt dat hij overal ter wereld is. Hij geeft ook om anderen, met name zijn vrienden Maurice en Mort, ook al laat hij dit zelden merken bij iedereen. Als iemand Juliens voeten aanraakt, raakt hij snel geërgerd of gestrest. Julien wordt door Skipper meestal 'Ringstaart' genoemd, maar soms ook bij zijn echte naam. |
| Maurice                                | Kevin Michael Richardson                             | Jerrel Houtsnee                       | Een vingerdier. Tot zijn ergernis is hij de lakei van koning Julien en kan daarom humeurig overkomen. Hij is de enige slimme van de lemuren. Maurice is zover wij weten altijd al Juliens lakei geweest, hij krijgt vaak vervelende klusjes van Julien en is hem daarom in sommige afleveringen helemaal zat. Zijn grootste verlangen is daarom ook een leger Julien bediendes. |
| Mort                                   | Andy Richter                                         | Thijs van Aken                        | Een dwergmuismaki. Hij doet alles voor koning Julien, ook altijd wordt dit hem zelden in dank afgenomen als het hem lukt. Hij heeft een liefde voor de voeten van Julien. Mort is altijd heel naïef en onwetend. Door zijn vlaag van onwetendheid voelt hij (bijna) geen pijn en lijkt altijd in een goed humeur te zijn, ook al heeft hij weleens negatieve gevoelens. |
| Marlene                                | Nicole Sullivan                                      | Marjolein Algera                      | Een otter die oorspronkelijk uit Californië komt maar werd overgeplaatst naar Central Park Zoo. Ze is goede vrienden met de pinguïns (met name Skipper) en soms gaat ze mee op missies, maar ze denkt in het algemeen dat de pinguïns gek zijn en dat ze de boel vaak op stelten zetten. Marlene wordt helemaal wild als ze de dierentuin verlaat, daar ze geboren is in gevangenschap en daarom niet gewend is om buiten rond te lopen. Ze heeft ook een zwak voor Spaanse gitaren.                                            |
| Phil en Mason                          | Conrad Vernon (Mason)                                | Hein van Beem (Mason)                 | De twee chimpansees. Phil praat in gebarentaal en Mason legt het altijd uit. De apen voldoen niet aan het stereotype over apen, ze zijn namelijk erg beleefd en gemanierd, hoewel ze het nog steeds leuk vinden om poep te gooien naar mensen, wat volgens hen traditie is. Phil is wel een sloddervos maar kan wel als enige lezen van de dierentuindieren (alleen niet praten). |
| Bada en Bing                           | John DiMaggio (Bada) Kevin Michael Richardson (Bing) | Just Meijer (Bada) Timo Bakker (Bing) | De twee sterke gorilla's van de dierentuin. Opvallend is dat ze allebei niet houden van delen en al hun vondsten het liefst voor zichzelf houden. |
| Alice                                  | Mary Scheer                                          | Lucie de Lange                        | De (meestal erg chagrijnige) verzorgster van de dierentuin. Alice weet dat de pinguïns iets uitspoken, alleen niet wat. Daar wil ze graag achter komen. De pinguïns doen alles om dat te voorkomen. |
| Roger                                  | Richard Kind                                         | Paul Disbergen                        | Een alligator en een zeer goede vriend van de pinguïns die woont in een riool. Roger kan goed zingen en houdt van knutselen, punniken en koekjes en muffins bakken. Zijn zangtalent lijkt eerst nutteloos, maar blijkt later goed van pas te komen. Hoewel Roger een van de weinige personages is die de plannen van de pinguïns zelden voor gestoord aanziet, houdt hij absoluut niet van geweld. |
| De Rattenkoning                        | Diedrich Bader                                       | Filip Bolluyt                         | De leider van de rioolratten en een van de grootste vijanden van de pinguïns. Hij doet er alles aan om de pinguïns te verslaan, geeft nooit snel op en is zeer volhardend. Hij is groter en gespierder dan de andere ratten en heeft mutaties en een huidaandoening, daar hij ooit een laboratoriumrat was. |
| Agent X (Engels: Officer X)            | Cedric Yarbrough                                     | Victor van Swaay                      | Een gemene man die met meerdere baantjes: hij begon als agent, werd toen verdelger en later even vervangend oppasser van de dierentuin. Hij is een van de grootste vijanden van de pinguïns. Hij heeft de naam X aangenomen, omdat zijn ouders hem naar eigen zeggen nooit zijn echte naam hebben verteld en dat het geheim moest blijven. |
| Doctor Blaasgat (Engels: Dr. Blowhole) | Neil Patrick Harris                                  | Paul Groot                            | Deze tuimelaar is de aartsvijand van de pinguïns en een gekke geleerde. Volgens meerdere personages heeft hij een 'verrassend' zachte huid en een prachtige zangstem. |

Overige stemmen in de Nederlandse nasynchronisatie werden ingesproken door onder anderen Arjen Ederveen, Lizemijn Libgott, Laura Vlasblom, Just Meijer en Marloes van den Heuvel. Andere stemmen werden ingesproken door Jan Nonhof (dialoogregie), Rowin Schumm (vertaling) en Mitchell van den Dungen Bille (adaptatie).

## Afleveringen
| Seizoen | Seizoen | Afleveringen | Afleveringen | Originele uitzenddatum | Originele uitzenddatum | Netwerk     | Netwerk |
| Seizoen | Seizoen | Afleveringen | Afleveringen | Eerste uitgezonden     | Laatste uitgezonden    | Netwerk     | Netwerk |
| ------- | ------- | ------------ | ------------ | ---------------------- | ---------------------- | ----------- | ------- |
| 1       | 1       | 48           | 48           | 28 november 2008       | 15 februari 2010       | Nickelodeon |         |
| 2       | 2       | 68           | 68           | 13 maart 2010          | 31 maart 2012          | Nickelodeon |         |
| 3       | 3       | 33           | 26           | 16 april 2012          | 10 november 2012       | Nickelodeon |         |
| 3       | 3       | 33           | 7            | 24 december 2013       | 19 december 2015       | Nicktoons   |         |

### Seizoen1: 2008-2010
| Nr. | Engelse titel                    | Nederlandse titel              | Eerste uitzenddatum VS                | Verschenen op dvd                                             | Geschreven door |
| --- | -------------------------------- | ------------------------------ | ------------------------------------- | ------------------------------------------------------------- | --------------- |
| 1   | Gone in a Flash                  | Een Flitsende Actie            | 28 november 2008                      | "Pinguïns van Madagascar, De 1 - Kerst met de pinguïns"       | Todd Garfield   |
| 2   | Launchtime                       | Naar de Maan                   | 28 maart 2009                         | "Pinguïns van Madagascar, De 2 - Operatie dvd première"       |                 |
| 3   | Haunted Habitat                  | Spookverblijf                  | 28 maart 2009                         | -                                                             |                 |
| 4   | Operation: Plush & Cover         | Operatie: Knuffel & Dekking    | 30 maart 2009                         | "Pinguïns van Madagascar, De 3 - Koning Julien dag!"          |                 |
| 5   | Happy King Julien Day!           | Koning Julien Dag!             | 31 maart 2009                         | "Pinguïns van Madagascar, De 3 - Koning Julien dag!"          |                 |
| 6   | Paternal Egg-Stinct              | Eigenwijze Vaders              | 1 april 2009                          | "Pinguïns van Madagascar, De 7 - Operatie: Krijg een eendje"  |                 |
| 7   | Assault & Batteries              | Beats & Batterijen             | 2 april 2009                          | "Pinguïns van Madagascar, De 3 - Koning Julien dag!"          |                 |
| 8   | Penguiner Takes All              | Alles of Niets                 | 6 april 2009                          | "Pinguïns van Madagascar, De 8 - Operatie: Vakantie"          |                 |
| 9   | Two Feet High and Rising         | De Voeten van Julien           | 7 april 2009                          | "Pinguïns van Madagascar, De 7 - Operatie: Krijg een eendje"  |                 |
| 10  | Tangled in the Web               | Internetsterren                | 8 april 2009                          | "Pinguïns van Madagascar, De 2 - Operatie dvd première"       |                 |
| 11  | Crown Fools                      | Loldag                         | 9 april 2009                          | "Pinguïns van Madagascar, De 3 - Koning Julien dag!"          |                 |
| 12  | The Hidden                       | Verborgen Buren                | 18 april 2009                         | "Pinguïns van Madagascar, De 2 - Operatie dvd première"       |                 |
| 13  | Kingdom Come                     | Koninkrijk Kome                | 18 april 2009                         | "Pinguïns van Madagascar, De 3 - Koning Julien dag!"          |                 |
| 14  | All Choked Up                    | Anti-Braak Siroop              | 24 april 2009                         | "Pinguïns van Madagascar, De 2 - Operatie dvd première"       |                 |
| 15  | Little Zoo Coupe                 | Dierentuin Race                | 24 april 2009                         | "Pinguïns van Madagascar, De 3 - Koning Julien dag!"          |                 |
| 16  | Popcorn Panic                    | Popcorn Paniek                 | 6 februari 2009 (DVD) 9 mei 2009 (TV) | "Pinguïns van Madagascar, De 1 - Kerst met de pinguïns"       |                 |
| 17  | Go Fish                          | Ga vissen!                     | 30 mei 2009                           | "Pinguïns van Madagascar, De 2 - Operatie dvd première"       |                 |
| 18  | Miracle on Ice                   | Een Wonder op het IJs          | 30 mei 2009                           | "Pinguïns van Madagascar, De 6 - Kerstavond"                  |                 |
| 19  | Needle Point                     | Door het Oog van de Naald      | 6 juni 2009                           | "Pinguïns van Madagascar, De 2 - Operatie dvd première"       |                 |
| 20  | Eclipsed                         | Verduisterd                    | 6 juni 2009                           | "Pinguïns van Madagascar, De 3 - Koning Julien dag!"          |                 |
| 21  | Mort Unbound                     | Mortus Giganticus              | 26 juni 2009                          | "Pinguïns van Madagascar, De 5 - De (on)mogelijke missie"     |                 |
| 22  | Roomies                          | Rhonda                         | 26 juni 2009                          | "Pinguïns van Madagascar, De 2 - Operatie dvd première"       |                 |
| 23  | Misfortune Cookie                | Ongelukskoekje                 | 1 augustus 2009                       | "Pinguïns van Madagascar, De 5 - De (on)mogelijke missie"     |                 |
| 24  | Lemur See, Lemur Do              | M.A.K.I.                       | 1 augustus 2009                       | "Pinguïns van Madagascar, De 3 - Koning Julien dag!"          |                 |
| 25  | Roger Dodger                     | Mijn Brein of Jouw Brein?      | 17 augustus 2009                      | "Pinguïns van Madagascar, De 2 - Operatie dvd première"       |                 |
| 26  | Skorca!                          | Lorka!                         | 17 augustus 2009                      | "Pinguïns van Madagascar, De 4 - Operatie: Pinguïnpatrouille" |                 |
| 27  | Otter Gone Wild                  | Wilde Otter                    | 18 augustus 2009                      | "Pinguïns van Madagascar, De 2 - Operatie dvd première"       |                 |
| 28  | Cat's Cradle                     | Kat in het nauw                | 19 augustus 2009                      | "Pinguïns van Madagascar, De 2 - Operatie dvd première"       |                 |
| 29  | Monkey Love                      | Apen Liefde                    | 20 augustus 2009                      | -                                                             |                 |
| 30  | Tagged                           | Hoge druk                      | 21 augustus 2009                      | "Pinguïns van Madagascar, De 5 - De (on)mogelijke missie"     |                 |
| 31  | What Goes Around                 | Wie Goed Doet                  | 19 september 2009                     | "Pinguïns van Madagascar, De 5 - De (on)mogelijke missie"     |                 |
| 32  | Mask of the Raccoon              | Masker van de Wasbeer          | 19 september 2009                     | "Pinguïns van Madagascar, De 8 - Operatie: Vakantie"          |                 |
| 33  | Out of the Groove                | King Julien's Groove           | 12 oktober 2009                       | "Pinguïns van Madagascar, De 4 - Operatie: Pinguïnpatrouille" |                 |
| 34  | Jungle Law                       | Jungle Wet                     | 12 oktober 2009                       | "Pinguïns van Madagascar, De 5 - De (on)mogelijke missie"     |                 |
| 35  | I Was a Penguin Zombie           | Ik Was Een Pinguïn Zombie      | 24 oktober 2009                       | -                                                             |                 |
| 36  | Sting Operation                  | Operatie: Prikkelbaar          | 24 oktober 2009                       | "Pinguïns van Madagascar, De 5 - De (on)mogelijke missie"     |                 |
| 37  | All King, No Kingdom             | Koning zonder Koninkrijk       | 14 november 2009                      | "Pinguïns van Madagascar, De 4 - Operatie: Pinguïnpatrouille" |                 |
| 38  | Untouchable                      | Raak Me Niet Aan               | 14 november 2009                      | "Pinguïns van Madagascar, De 4 - Operatie: Pinguïnpatrouille" |                 |
| 39  | Over Phil                        | Over Phil                      | 27 november 2009                      | -                                                             |                 |
| 40  | Miss Understanding               | Miss Verstand                  | 27 november 2009                      | -                                                             |                 |
| 41  | An Elephant Never Forgets        | Een Olifant Vergeet Nooit Iets | 5 december 2009                       | "Pinguïns van Madagascar, De 5 - De (on)mogelijke missie"     |                 |
| 42  | Otter Things Have Happened       | Marlene En De Liefde           | 5 december 2009                       | "Pinguïns van Madagascar, De 5 - De (on)mogelijke missie"     |                 |
| 43  | Zoo Tube                         | DDK                            | 2 januari 2010                        | "Pinguïns van Madagascar, De 8 - Operatie: Vakantie"          |                 |
| 44  | Snakehead!                       | Slangenkop!                    | 2 januari 2010                        | "Pinguïns van Madagascar, De 9 - Operatie: Antarctica"        |                 |
| 45  | Jiggles                          | Wiebel                         | 16 januari 2010                       | "Pinguïns van Madagascar, De 4 - Operatie: Pinguïnpatrouille" |                 |
| 46  | The Falcon and the Snow Job      | Kitka                          | 6 februari 2010                       | "Pinguïns van Madagascar, De 9 - Operatie: Antarctica"        |                 |
| 47  | The Penguin Stays in the Picture | De pinguïn blijft in beeld     | 6 februari 2010                       | "Pinguïns van Madagascar, De 7 - Operatie: Krijg een eendje"  |                 |
| 48  | Dr. Blowhole's Revenge           | De wraak van Dokter Blaasgat   | 15 februari 2010                      | "Pinguïns van Madagascar, De 4 - Operatie: Pinguïnpatrouille" |                 |

### Seizoen 2: 2010-2012
| Nr. | Engelse titel                             | Nederlandse titel                                   | Eerste uitzenddatum VS | Verschenen op dvd                                             | Geschreven door              |
| --- | ----------------------------------------- | --------------------------------------------------- | ---------------------- | ------------------------------------------------------------- | ---------------------------- |
| 49  | The Red Squirrel                          | De rode eekhoorn                                    | 13 maart 2010          | "Pinguïns van Madagascar, De 6 - Kerstavond"                  |                              |
| 50  | It's About Time                           | Het werd tijd                                       | 13 maart 2010          | -                                                             |                              |
| 51  | Gator Watch                               | Waar moet Roger heen?                               | 15 mei 2010            | -                                                             |                              |
| 52  | In the Line of Doody                      | Bommen los                                          | 15 mei 2010            | "Pinguïns van Madagascar, De 6 - Kerstavond"                  |                              |
| 53  | Can't Touch This                          | Niet aanraken                                       | 19 juni 2010           | "Pinguïns van Madagascar, De 7 - Operatie: Krijg een eendje"  |                              |
| 54  | Hard Boiled Eggy                          | Hard gekookte Eggie                                 | 19 juni 2010           | "Pinguïns van Madagascar, De 7 - Operatie: Krijg een eendje"  |                              |
| 55  | The Lost Treasure of the Golden Squirrel  | De verloren schat van de Gouden Eekhoorn            | 19 juli 2010           | "Pinguïns van Madagascar, De 6 - Kerstavond"                  |                              |
| 56  | Fit to Print                              | Fotogeniek                                          | 19 juli 2010           | -                                                             |                              |
| 57  | Operation: Cooties                        | Operatie: Beestjes                                  | 19 juli 2010           | -                                                             |                              |
| 58  | Mr. Tux                                   | Meneer Smoking                                      | 19 juli 2010           | -                                                             |                              |
| 59  | Concrete Jungle Survival                  | Een straatsurvival                                  | 19 juli 2010           | "Pinguïns van Madagascar, De 9 - Operatie: Antarctica"        |                              |
| 60  | Stop Bugging Me                           | Onderkruipers                                       | 4 september 2010       | -                                                             |                              |
| 61  | Field Tripped                             | Schoolreisje                                        | 4 september 2010       | -                                                             |                              |
| 62  | Badger Pride                              | Een trotse das                                      | 4 september 2010       | "Pinguïns van Madagascar, De 8 - Operatie: Vakantie"          |                              |
| 63  | Kaboom and Kabust                         | Kaboem en Kabam                                     | 11 september 2010      | -                                                             |                              |
| 64  | The Helmet                                | Het helmpje                                         | 11 september 2010      | "Pinguïns van Madagascar, De 6 - Kerstavond"                  | John Behnke                  |
| 65  | Night and Dazed                           | Koala-calamiteiten                                  | 18 september 2010      | -                                                             |                              |
| 66  | The Big Squeeze                           | Verstikkende nieuweling                             | 18 september 2010      | "Pinguïns van Madagascar, De 9 - Operatie: Antarctica"        |                              |
| 67  | Wishful Thinking                          | Doe een wens                                        | 2 oktober 2010         | "Pinguïns van Madagascar, De 6 - Kerstavond"                  |                              |
| 68  | April Fools                               | Eén April                                           | 2 oktober 2010         | "Pinguïns van Madagascar, De 7 - Operatie: Krijg een eendje"  |                              |
| 69  | Hello, Dollface                           | Hallo Poppie                                        | 9 oktober 2010         | "Pinguïns van Madagascar, De 8 - Operatie: Vakantie"          |                              |
| 70  | Huffin and Puffin                         | Hans en Skipper                                     | 9 oktober 2010         | "Pinguïns van Madagascar, De 8 - Operatie: Vakantie"          |                              |
| 71  | Invention Intervention                    | Inventieve Interventie                              | 16 oktober 2010        | -                                                             |                              |
| 72  | Cradle and All                            | Met Wieg en al                                      | 16 oktober 2010        | "Pinguïns van Madagascar, De 7 - Operatie: Krijg een eendje"  |                              |
| 73  | Driven to the Brink                       | Total Loss                                          | 23 oktober 2010        | "Pinguïns van Madagascar, De 9 - Operatie: Antarctica"        |                              |
| 74  | Friend-in-a-Box                           | Een Vriend in een Doosje                            | 23 oktober 2010        | -                                                             |                              |
| 75  | Work Order                                | Werkorder                                           | 6 november 2010        | "Pinguïns van Madagascar, De 9 - Operatie: Antarctica"        |                              |
| 76  | Hot Ice                                   | Glad ijs                                            | 6 november 2010        | -                                                             |                              |
| 77  | Command Crisis                            | Wie Neemt De Leiding?                               | 27 november 2010       | "Pinguïns van Madagascar, De 4 - Operatie: Pinguïnpatrouille" |                              |
| 78  | Truth Ache                                | De Pijnlijke Waarheid                               | 27 november 2010       | "Pinguïns van Madagascar, De 4 - Operatie: Pinguïnpatrouille" |                              |
| 79  | The All Nighter Before Christmas          | Kerstavond                                          | 12 december 2010       | "Pinguïns van Madagascar, De 6 - Kerstavond"                  |                              |
| 80  | Whispers And Coups                        | Vriend en vijand                                    | 15 januari 2011        | -                                                             |                              |
| 81  | Brush With Danger                         | Gedoodverfd                                         | 15 januari 2011        | -                                                             |                              |
| 82  | The Officer X Factor                      | De agent X-factor                                   | 12 februari 2011       | -                                                             |                              |
| 83  | Love Hurts                                | Liefde doet pijn                                    | 12 februari 2011       | -                                                             |                              |
| 84  | Brain Drain                               | Klein brein                                         | 26 februari 2011       | -                                                             |                              |
| 85  | Right Hand Man                            | Rechterhandlanger                                   | 26 februari 2011       | -                                                             |                              |
| 86  | Danger Wears A Cape                       | Het gevaar draagt een cape                          | 19 maart 2011          | -                                                             |                              |
| 87  | Operation: Break-Speare                   | Operatie: Breek-spier                               | 19 maart 2011          | -                                                             |                              |
| 88  | Rat Fink                                  | Rat In De Val                                       | 19 maart 2011          | -                                                             |                              |
| 89  | Kanga Management                          | Kangoeroe Kabaal                                    | 19 maart 2011          | -                                                             |                              |
| 90  | King Julien For A Day                     | Jouw Baas, Mijn Baas                                | 26 maart 2011          | -                                                             |                              |
| 91  | Maurice At Peace                          | Maurice' Laatste Dag                                | 26 maart 2011          | -                                                             |                              |
| 92  | Cute-Astrophe                             | Charme-offensief                                    | 2 april 2011           | -                                                             |                              |
| 93  | Operation: Neighbor Swap                  | Operatie burenruil                                  | 13 juni 2011           | "Pinguïns van Madagascar, De 7 - Operatie: Krijg een eendje"  |                              |
| 94  | All Tied Up With a Boa                    | De wraak van de contrictor                          | 14 juni 2011           | -                                                             |                              |
| 95  | Rock-A-Bye Birdie                         | De baby boe                                         | 15 juni 2011           | -                                                             |                              |
| 96  | Herring Impaired                          | Over de datum                                       | 16 juni 2011           | -                                                             | Brandon Sawyer               |
| 97  | A Visit From Uncle Nigel                  | Bezoek Van Oom Nigel                                | 17 juni 2011           | -                                                             |                              |
| 98  | The Hoboken Surprise                      | Hoboken horror                                      | 20 augustus 2011       | "Pinguïns van Madagascar, De 8 - Operatie: Vakantie"          |                              |
| 99  | The Return of the Revenge of Dr. Blowhole | Dr. Blaasgat keert terug om wraak te nemen, opnieuw | 9 september 2011       | -                                                             | Mark McCorcle & Bob Schooley |
| 100 | Pets Peeved                               | Bij de beesten af                                   | 24 september 2011      | -                                                             |                              |
| 101 | Byte-Sized                                | Op de kleintjes letten                              | 24 september 2011      | -                                                             |                              |
| 102 | Operation: Good Deed                      | Operatie: Goede Daad                                | 8 oktober 2011         | -                                                             |                              |
| 103 | When The Chips Are Down                   | Automaten-maatjes                                   | 8 oktober 2011         | -                                                             |                              |
| 104 | Time Out                                  | Stop de tijd                                        | 10 oktober 2011        | -                                                             |                              |
| 105 | Our Man in Grrfurjiclestan                | Onze man in Grrfujiclestan                          | 10 oktober 2011        | -                                                             | Brandon Sawyer               |
| 106 | Gut Instinct                              | Buikgevoelens                                       | 10 oktober 2011        | -                                                             | Bill Motz & Bob Roth         |
| 107 | I Know Why the Caged Bird Goes Insane     | De gekte van een opgesloten genie                   | 10 oktober 2011        | -                                                             | Brandon Sawyer               |
| 108 | Arch-Enemy                                | Aartsvijand                                         | 26 november 2011       | -                                                             |                              |
| 109 | The Big S.T.A.N.K.                        | Stank                                               | 26 november 2011       | -                                                             | Eddie Guzelian               |
| 110 | Operation: Antarctica                     | Operatie Antarctica                                 | 16 januari 2012        | "Pinguïns van Madagascar, De 9 - Operatie: Antarctica"        |                              |
| 111 | The Big Move                              | De grote verhuizing                                 | 16 januari 2012        | -                                                             |                              |
| 112 | Endangerous Species                       | Bedreigde diersoort                                 | 16 januari 2012        | -                                                             |                              |
| 113 | Loathe at First Sight                     | Haat op het eerste gezicht                          | 11 februari 2012       | -                                                             |                              |
| 114 | The Trouble with Jiggles                  | Wieblie                                             | 11 februari 2012       | -                                                             |                              |
| 115 | Alienated                                 | Lemi serable                                        | 31 maart 2012          | -                                                             |                              |
| 116 | The Most Dangerous Game Night             | Gevaarlijk spel                                     | 31 maart 2012          | -                                                             | Brandon Sawyer               |

### Seizoen 3: 2012-Nu
| Nr. | Engelse titel                 | Nederlandse titel             | Eerste uitzenddatum VS | Verschenen op dvd | Geschreven door |
| --- | ----------------------------- | ----------------------------- | ---------------------- | ----------------- | --------------- |
| 117 | Feline Fervor                 | Niet voor de poes             | 16 april 2012          | -                 |                 |
| 118 | King Me                       | Kroon me                      | 17 april 2012          | -                 |                 |
| 119 | The Otter Woman               | Liefde maakt blind            | 18 april 2012          | -                 | Kim Duran       |
| 120 | Action Reaction               | Actie reactie                 | 19 april 2012          | -                 |                 |
| 121 | Thumb Drive                   | Duimen draaien                | 20 april 2012          | -                 |                 |
| 122 | Operation: Big Blue Marble    | Operatie blauwe knikker       | 22 april 2012          | -                 |                 |
| 123 | Hair Apparent                 | Dat scheelde maar een haartje | 6 mei 2012             | -                 |                 |
| 124 | Love Takes Flightless         | Hartendief                    | 6 mei 2012             | -                 |                 |
| 125 | Smotherly Love                | Smorende liefde               | 13 mei 2012            | -                 |                 |
| 126 | Littlefoot                    | Littel voet                   | 13 mei 2012            | -                 |                 |
| 127 | Antics on Ice                 | Schaatskunstjes               | 20 mei 2012            | -                 |                 |
| 128 | Showdown on Fairway 18        | Oorlog op baan 18             | 20 mei 2012            | -                 |                 |
| 129 | Street Smarts                 | Van de straat                 | 27 mei 2012            | -                 | James W. Bates  |
| 130 | Nighty Night Ninja            | Slaap lekker ninja            | 27 mei 2012            | -                 |                 |
| 131 | A Kipper for Skipper          | Een haring voor Skipper       | 3 juni 2012            | -                 |                 |
| 132 | High Moltage                  | Stevige rui                   | 3 juni 2012            | -                 |                 |
| 133 | Nuts to You                   | Nootgevallen                  | 10 juni 2012           | -                 |                 |
| 134 | The Terror of Madagascar      | De schrik van Madagascar      | 10 juni 2012           | -                 |                 |
| 135 | Mental Hen                    | De blauwe hen                 | 17 juni 2012           | -                 |                 |
| 136 | Siege the Day                 | Pluk de slag                  | 17 juni 2012           | -                 |                 |
| 137 | P.E.L.T.                      | V.L.U.T.                      | 29 juli 2012           | -                 |                 |
| 138 | Private and the Winky Factory | Junior en de Winkyfabriek     | 29 juli 2012           | -                 |                 |
| 139 | Best Laid Plantains           | De laatste der bakbananen     | 3 november 2012        | -                 |                 |
| 140 | Skipper Makes Perfect         |                               | 3 november 2012        | -                 |                 |
| 141 | Marble Jarhead                | Knikkerpot                    | 10 november 2012       | -                 |                 |
| 142 | Goodnight and Good Chuck      | Chuckces ermee                | 10 november 2012       | -                 |                 |

### Overige afleveringen
| Nr. | Engelse titel                  | Nederlandse titel              | Geschreven door               |
| --- | ------------------------------ | ------------------------------ | ----------------------------- |
| A   | Tunnel of Love                 | Tunnel der liefde              |                               |
| B   | Night of the Vesuviuses        | Nacht van de vesuvius-tweeling | Brandon Sawyer (vermoedelijk) |
| C   | Operation: Lunacorn Apocalypse | Operatie Lunacorn apocalypse   |                               |
| D   | Best Foes                      | Vriend of vijand               |                               |
| E   | The Penguin Who Loved Me       | De pinguïn die van me hield    |                               |
| F   | Operation: Swap-panzee         | Operatie Chinpannee            |                               |
| G   | Snowmageddon                   | Sneeuwmageddon                 |                               |